# Vuelo 548 de Sabena
El vuelo 548 de Sabena se estrelló el 15 de febrero de 1961 en las cercanías de Bruselas, causando la muerte de las 72 personas a bordo. Entre las víctimas se encontraban los atletas del equipo completo de patinaje artístico de los Estados Unidos. Como señal de luto se canceló el campeonato mundial de patinaje artístico programado para la ciudad de Praga la semana posterior al accidente.

## Accidente
El avión, registrado como OO-SJB, era un Boeing 707-329 de la compañía belga Sabena que partió del aeropuerto Idlewild de Nueva York en la noche del 14 de febrero con destino al Aeropuerto de Bruselas-Zaventem. El vuelo transcurrió en perfecto orden y fue en el momento de sobrevolar el aeropuerto de destino cuando empezaron los problemas. El piloto recibió la indicación de mantenerse en vuelo hasta que una pequeña aeronave abandonara la pista de aterrizaje. Entonces, según testigos oculares, el avión comenzó a moverse de manera errática y fue a estrellarse en un campo en las inmediaciones de la ciudad dormitorio de Berg.
La causa exacta del accidente no fue nunca esclarecida, pero, según la Administración Federal de Aviación de los Estados Unidos, la causa más probable fue el mal funcionamiento del mecanismo de regulación del estabilizador.

## Tragedia deportiva
De las 72 personas a bordo del avión, 34 pertenecían directa o indirectamente al equipo estadounidense de patinaje artístico sobre hielo. Viajaban con destino a Praga, haciendo escala en Bruselas, para participar en el campeonato mundial a celebrarse en dicha ciudad. El equipo estaba formado por 18 patinadores, 6 entrenadores y 4 jueces, además de 6 familiares de los patinadores.
La noticia causó gran consternación en el mundo deportivo y el comité ejecutivo de la ISU decidió anular el campeonato mundial por celebrarse como una muestra de dolor por la muerte de los colegas estadounidenses. A la ciudad de Praga se le concedió la sede del campeonato mundial del siguiente año.
El 23 de febrero del mismo año la Asociación de Patinaje Artístico estadounidense decidió instituir un fondo a la memoria de los 18 patinadores fallecidos. Muchos de ellos eran jóvenes promesas que iban a participar en la escuadra nacional por primera vez, con miras a los Juegos Olímpicos de Innsbruck 1964.
En ocasión del 40.º aniversario de la tragedia, el 10 de febrero de 2001 se inauguró en Berg una estela conmemorativa.